# Oxidus gracilis
Oxidus gracilis е вид многоножка от сем. Paradoxosomatidae. Произхожда от Азия, но е несъзнателно пренесен от човека из целия свят, включително и в България.

## Разпространение

### Естествен ареал
Тъй като многоножката отдавна е интродуцирана от човека на много места по света, е трудно да се каже точно от коя част на Азия произхожда. Предполага се, че естественият ареал на вида е Източна или Югоизточна Азия, тъй като там се срещат останалите представители на род Oxidus.

### Интродуциран ареал
Днес видът е космополитен и се среща на всички континенти без Антарктида. В Европа е установен в почти всички държави, включително и в България.

### История на интродукция
Вероятно първите съобщения за вида в Европа са тези на Tömösváry (1879) за Унгария и Latzel (1884) за Нидерландия. Най-вероятно е донесен в Европа чрез търговията на тропически растения.
За България е съобщен за първи път през 2004 г.

## Местообитание
Обитава разнообразие от тревисти и гористи местности с топъл климат. В интродуцирания ареал се среща предимно в оранжерии, като в по-северните райони може да оцелее само в оранжериите. В по-топлите райони се среща и в гори, паркове, в близост до селищата и дори в пещери.

## Външен вид
Възрастните достигат дължина 18÷22 mm и ширина около 2 mm. Тялото е лъскаво кестеняво-кафеникаво със светли крачета и паранотуми. Подобно на повечето представители на Paradoxosomatidae, всеки сегмент има напречна бразда. Страничният заден ъгъл на паранотумите е ъгловат, слабо издаден на предните сегменти, но става постепенно по-издължен на следващите сегменти.
Първата възраст има 7 сегмента (без главата), 3 двойки крачета и 3 двойки недоразвити крачета. С всяко следващо линеене се увеличава броят на сегментите и крачетата. Възрастните имат 20 сегмента, като мъжките имат 30 двойки крачета и чифт гоноподи, а женските имат 31 двойки крачета.

## Жизнен цикъл
Многоножката снася яйца в групи от по 17÷300 в почвата. Това може да стане по всяко време на годината при благоприятни условия. В оранжериите условията са винаги благоприятни. След около 10 дена се излюпват малките. На стайна температура, многоножката се развива за 148÷177 дена, линеейки 7 пъти до достигане на възрастната форма.

## Хранене
Подобно на много други диплоподи, Oxidus gracilis се храни с разлагаща се органична материя в почвата и с това благоприятства за минералното обогатяване на почвата. При определени обстоятелства и липса на друга храна, многоножката може да нападне и живи растения. Съобщавана е като вредител по захарно цвекло, картофи, ягоди, краставици, овошки, пшеница и др.